# 705 pr. n. št.

## Smrti
- Sargon II.,  asirski kralj (* okoli 765 pr. n. št.)
- Šabataka, faraon Petindvajsete egipčanske dinastije (* ni znano)